# L'Esclave aux mains d'or
Pour les articles homonymes, voir Golden Boy.
Pour plus de détails, voir Fiche technique et Distribution.
L'Esclave aux mains d'or (titre original : Golden Boy) est un film américain réalisé par Rouben Mamoulian, sorti en 1939.

## Synopsis
Allant à l'encontre des vœux de son père, Joe, jeune violoniste talentueux, renonce à son instrument pour devenir boxeur. L'entraîneur Tom le prend sous son aile et, lorsque Joe songe à renoncer, se sert de sa femme Lorna pour le retenir...

## Fiche technique
- Titre : L'Esclave aux mains d'or
- Titre original : Golden Boy
- Réalisation : Rouben Mamoulian
- Scénario : Lewis Meltzer, Daniel Taradash, Sarah Y. Mason et Victor Heerman, adapté de la pièce de Clifford Odets
- Photographie : Karl Freund et Nick Musuraca
- Montage : Otto Meyer (en)
- Musique : Victor Young
- Direction artistique : Lionel Banks
- Costumes : Robert Kalloch
- Producteur : William Perlberg
- Société de production : Columbia Pictures
- Pays d'origine : États-Unis
- Format : Noir et blanc — 35 mm — 1,37:1 — Son : Mono
- Genre : Film dramatique, mélodrame
- Durée : 99 minutes (1 h 39)
- Dates de sortie : 
  - États-Unis : 5 septembre 1939
  - France : 14 février 1940

## Distribution
- Barbara Stanwyck : Lorna Moon
- Adolphe Menjou : Tom Moody
- William Holden : Joe Bonaparte
- Lee J. Cobb : M. Bonaparte
- Joseph Calleia : Eddie Fuseli
- Sam Levene : Siggie
- Edward Brophy : Roxy Lewis
- Beatrice Blinn : Anna 'Duchess'
- William H. Strauss : M. Carp
- Don Beddoe : Borneo
- Clinton Rosemond : le père

## À noter
- Avec le violon que son père lui a offert pour son 21e anniversaire, Joe Bonaparte joue la Méditation de Thaïs de Jules Massenet.
- Ce film a été nommé pour l' Oscar de la meilleure musique originale en 1940.